# 布勞蒂費里站
布勞蒂費里站（英語：Broughty Ferry railway station）是一個位於蘇格蘭鄧迪布勞蒂費里的鐵路站，於1838年10月6日啟用由丹地和阿布羅斯鐵路，是蘇格蘭仍在營運中最古老的車站。車站在1985年成為蘇格蘭登錄建築。

## 服務
逢星期一至六日間，每小時有一班南行列車往愛丁堡威瓦利站，途經丹地站和柯科迪站，以及一班北行列車往阿布羅斯。星期日的服務則十分少，只有兩班列車往愛丁堡，一班往珀斯和三班往阿伯丁。